# Tiếng Đông Hương
Tiếng Đông Hương (giản thể: 东乡语; phồn thể: 東鄉語; Hán-Việt: Đông Hương ngữ; bính âm: Dōngxiāng yǔ), còn gọi là tiếng Santa, là một ngôn ngữ Mongol, bản ngữ của người Đông Hương, nói ở Tây Bắc Trung Quốc.

## Phương ngữ
Tiếng Đông Hương không có phương ngữ, nhưng bao gồm ba thổ ngữ là Tỏa Nam Bá (khoảng 50% tổng số người nói), Uông Gia Tập (khoảng 30% tổng số người nói), Tứ Giáp Tập (khoảng 20% tổng số người nói).

## Âm vị học
Trừ số nhỏ trường hợp, tiếng Đông Hương không có hài hoà nguyên âm.

### Phụ âm
Tiếng Đông Hương có 29 phụ âm:
|          |           | Đôi môi | Môi răng | Chân răng | Quặt lưỡi | Vòm | Ngạc mềm | Lưỡi gà | Thanh hầu |
| -------- | --------- | ------- | -------- | --------- | --------- | --- | -------- | ------- | --------- |
| Tắc      | thường    | p       |          | t         |           |     | k        | q       |           |
| Tắc      | bật hơi   | pʰ      |          | tʰ        |           |     | kʰ       | qʰ      |           |
| Xát      | vô thanh  |         | f        | s         | ʂ         | ɕ   | x        |         | h         |
| Xát      | hữu thanh |         |          |           | ʐ         |     |          | ʁ       |           |
| Tắc xát  | thường    |         |          | t͡s        | t͡ʂ        | t͡ɕ  |          |         |           |
| Tắc xát  | bật hơi   |         |          | t͡sʰ       | t͡ʂʰ       | t͡ɕʰ |          |         |           |
| Mũi      | Mũi       | m       |          | n         |           |     | ŋ        |         |           |
| Tiếp cận | Tiếp cận  | w       |          | l         |           | j   |          |         |           |
| Rung     | Rung      |         |          | r         |           |     |          |         |           |

### Nguyên âm
Tiếng Đông Hương có 7 nguyên âm. Khác mấy ngôn ngữ Mongol lân cận, nó không có sự hài hoà nguyên âm hay sự phân biệt độ dài nguyên âm.
|        | Trước | Giữa      | Giữa           | Sau      | Sau |
| thường | Trước | quặt lưỡi | không làm tròn | làm tròn |     |
| ------ | ----- | --------- | -------------- | -------- | --- |
| Đóng   | i     |           |                | ɯ        | u   |
| Vừa    |       | ə         | ɚ              |          | o   |
| Mở     |       |           |                | ɑ        |     |

## Số đếm
| Số đếm | Tiếng Mông Cổ cổ điển | Tiếng Đông Hương |
| ------ | --------------------- | ---------------- |
| 1      | nigen                 | niy              |
| 2      | qoyar                 | ghua             |
| 3      | ghurban               | ghuran           |
| 4      | dorben                | jieron           |
| 5      | tabun                 | tawun            |
| 6      | jirghughan            | jirghun          |
| 7      | dologhan              | dolon            |
| 8      | naiman                | naiman           |
| 9      | yisun                 | yysun            |
| 10     | arban                 | haron            |